# Igor Chaun
Igor Chaun (* 22. srpna 1963 Praha) je český filmový scenárista, režisér a prozaik, představitel současné české filmové tvorby.

## Život
Otcem Igora Chauna je malíř a hudební skladatel František Chaun. Igor Chaun působil od roku 1983 do roku 1987 ve Filmovém studiu Barrandov jako asistent režie. V roce 1987 začal studovat katedru scenáristiky a dramaturgii na pražské Filmové akademii.
Během sametové revoluce patřil mezi studentské vůdce, 21. listopadu 1989 se stal členem Koordinačního stávkového výboru studentů za FAMU.
Vedle své umělecké tvorby je Chaun v posledních letech znám také jako příznivec a propagátor esoteriky. Opakovaně například přednášel na Veletrhu Esoterika a jiných podobných akcích alternativního spirituálního nebo záhadologického charakteru. Igor Chaun založil neziskovou organizaci Goscha o. s. Český klub skeptiků Sisyfos mu za tyto aktivity udělil anticenu Bludný balvan.